# قيقب كبير الأسنان
القيقب كبير الأسنان نوع نباتي ينتمي إلى جنس القيقب من الفصيلة الصابونية.

## موطنه
ينتشر في المناطق الغربية الداخلية من أمريكا الشمالية.